# Unió de Periodistes Valencians
La Unió de Periodistes Valencians es la organización profesional mayoritaria en la Comunidad Valenciana. Representa y reúne a los periodistas valencianos ante la Federación de Asociaciones de la Prensa de España (FAPE) y está integrada en la Federación Internacional de Periodistas.

## Historia
La Unió de Periodistes Valencians nació el 1997 con la fusión del Ateneo de Periodistas (heredero de la Asociación de la Prensa de Valencia) y la Unión de Periodistas del País Valenciano (ya extintas). Cómo se refleja en sus estatutos, sus principales objetivos son la defensa del derecho a la libertad de expresión y a recibir una información plural y veraz, la unidad del colectivo de los periodistas y la dignidad de los profesionales. 
La Unió de Periodistes Valencians forma parte de la Federación de Asociaciones de Prensa de España y de todos los organismos con los cuales colabora la FAPE.

## Estructura
La Unió de Periodistes Valencians está integrada por cerca de 800 profesionales de prácticamente todas las comarcas valencianas y de las más amplias disciplinas y especialidades. La organización está abierta a todos los periodistas para canalizar las iniciativas y los intereses de los socios. Trabajan en defensa de los derechos profesionales y velan por la salvaguarda de los principios constitucionales de la libertad de expresión y de información. La Unió apuesta por la independencia en el ejercicio del trabajo informativo y defiende el secreto profesional y la cláusula de conciencia.
La Comisión Ejecutiva de la Unió de Periodistes Valencians está encabezada desde 2017 por Noa de la Torre Alfaro, sucesora de Sergi Pitarch (2013-2017) y a la que acompañan Cristina Chirivella, José Luis Obrador, Violeta Tena, Natxo Andreu, Antoni Rubio, Alicia Martí, Silvia Zarza, German Caballero, Vicent Marco, Diego Aitor San José, Lorena Tortosa, Rosana Peiró y David Blay.

## Premios
La Unió de Periodistes Valencians concede cada año el Premio Llibertat d'Expressió. En su 40.ª edición, celebrada en 2021, la Asamblea de la Unió de Periodistes decidió otorgar el premio Libertad de Expresión 2021 a los y las periodistas y fotoperiodistas que sufrieron las consecuencias de la todavía vigente Ley Mordaza. A pesar de que en 2021 el galardón tuvo un espíritu colectivo, la ejecutiva de la Unió de Periodistes decidió personalizarlo en la figura de Mireia Comas, fotoperiodista que fue noticia a raíz de su detención por parte de los Mozos de Escuadra mientras cubría un desahucio en Tarrasa.